# Zeki Velidi Togan
Zeki Velidi Togan (en baskir: Әхмәтзәки Әхмәтшаһ улы Вәлиди, romanizado: Äxmätzäki Äxmätşah ulı Wälidi; en ruso: Ахмет-Заки Ахметшахович Валидов; en turco: Ahmet Zeki Velidi Togan; Kuzianovo, 10 de diciembre de 1890-Estambul, 26 de julio de 1970) fue un historiador y turcólogo baskir que fue líder del movimiento revolucionario y de liberación de Baskortostán.

## Biografía
Zeki Velidi Toga nació en el pueblo de Kuzianovo (en baskir: Көҙән) del uyezd de Sterlitamak en la gobernación de Ufá (en el actual distrito de Ishimbái, Baskortostán). Usó el apellido Validov mientras estuvo en Rusia y tomó el apellido Togan después de llegar a Turquía (la palabra Togan es la forma baskir de la palabra "nacer").
Mientras estudiaba en la primera madrasa, también tomaba clases particulares de ruso. Tampoco descuidó aprender persa de su madre, que era maestra. En 1902, fue a la madrasa de su tío Habib Neccar, que estaba en Ütek para la educación secundaria. Durante su educación allí, mejoró su gramática tomando lecciones de árabe. Se escapó de su pueblo en 1908 y llegó a Kazán, donde tomó clases particulares. Mientras tanto, conoció a eruditos como Nikolái Katanov y Ashmarin. Se convirtió en "profesor de historia de la literatura árabe y de historia turca" en la madrasa de Kazán, donde se graduó en 1909. Durante estos 4 años de enseñanza, se hizo famoso gracias a su libro Historia turca y tártara, que publicó a finales de 1911. Gracias a los buenos ecos de este trabajo, Velidi fue elegido miembro de la Sociedad de Arqueología e Historia de la Universidad de Kazan.
De 1912 a 1915, Velidi enseñó en la madrasa de Kazán (Qasímiä), y de 1915 a 1917 fue miembro de la oficina que apoyaba a los diputados musulmanes en la Duma Estatal. En 1917, Velidi fue elegido miembro del Millät Mäclese y, con Sherif Manatov, organizó el Shuro (consejo) baskir. Durante el Congreso baskir en Oremburgo de diciembre de 1917 se declaró la República Autónoma de Baskortostán. Cuando se estableció el gobierno de Bashkir, Togan se convirtió en el ministro de Guerra. Después de eso, se reunió muchas veces con Lenin, Stalin y Trotski, pero cuando no pudo obtener resultados positivos, decidió retirarse a Turquestán y continuar la lucha allí. Sin embargo, Velidi fue arrestado el 3 de febrero de 1918 por las fuerzas soviéticas. En abril de 1918 logró escapar y se unió a las fuerzas que se enfrentaban a los bolcheviques. 
En 1918 y 1919, las tropas baskires de Velidi lucharon primero bajo el mando del atamán Aleksandr Dútov, luego bajo el mando del almirante Aleksandr Kolchak contra las fuerzas bolcheviques. Después de que la RSFSR prometiera autonomía a los baskires, Velidi cambió de lealtad y luchó con los bolcheviques.

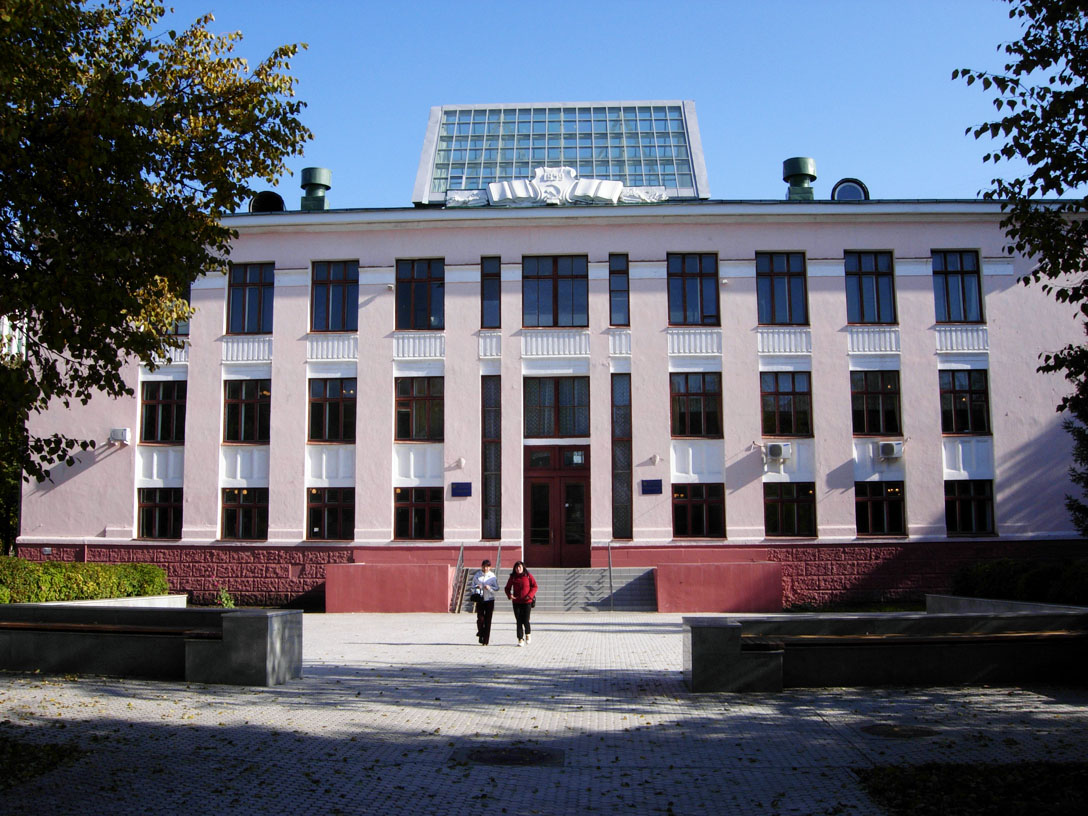
Biblioteca Nacional Zeki Velidi Togan de la República de Baskortostán en Ufá.

Desde febrero de 1919 hasta junio de 1920, fue presidente del Bashrevkom (Comité Revolucionario Baskir). Asistió al Congreso de los Pueblos de Oriente celebrado en Bakú en septiembre de 1920, donde participó en la redacción de los estatutos de ERK, una organización socialista musulmana. Sin embargo, sintiendo que los bolcheviques habían roto sus promesas, se volvió más crítico con ellos cuando se mudó a Asia Central.
En Turquestán, Velidi se convirtió en líder del movimiento basmachí. De 1920 a 1923, fue presidente de la "Unión Nacional de Turquestán". Cuando la lucha en Turquestán estaba a punto de terminar con los grandes movimientos militares de los rusos, se trasladó a Irán el 21 de febrero de 1923. Allí descubrió los manuscritos originales de Ahmad ibn Fadlan en la biblioteca de Mashhad.

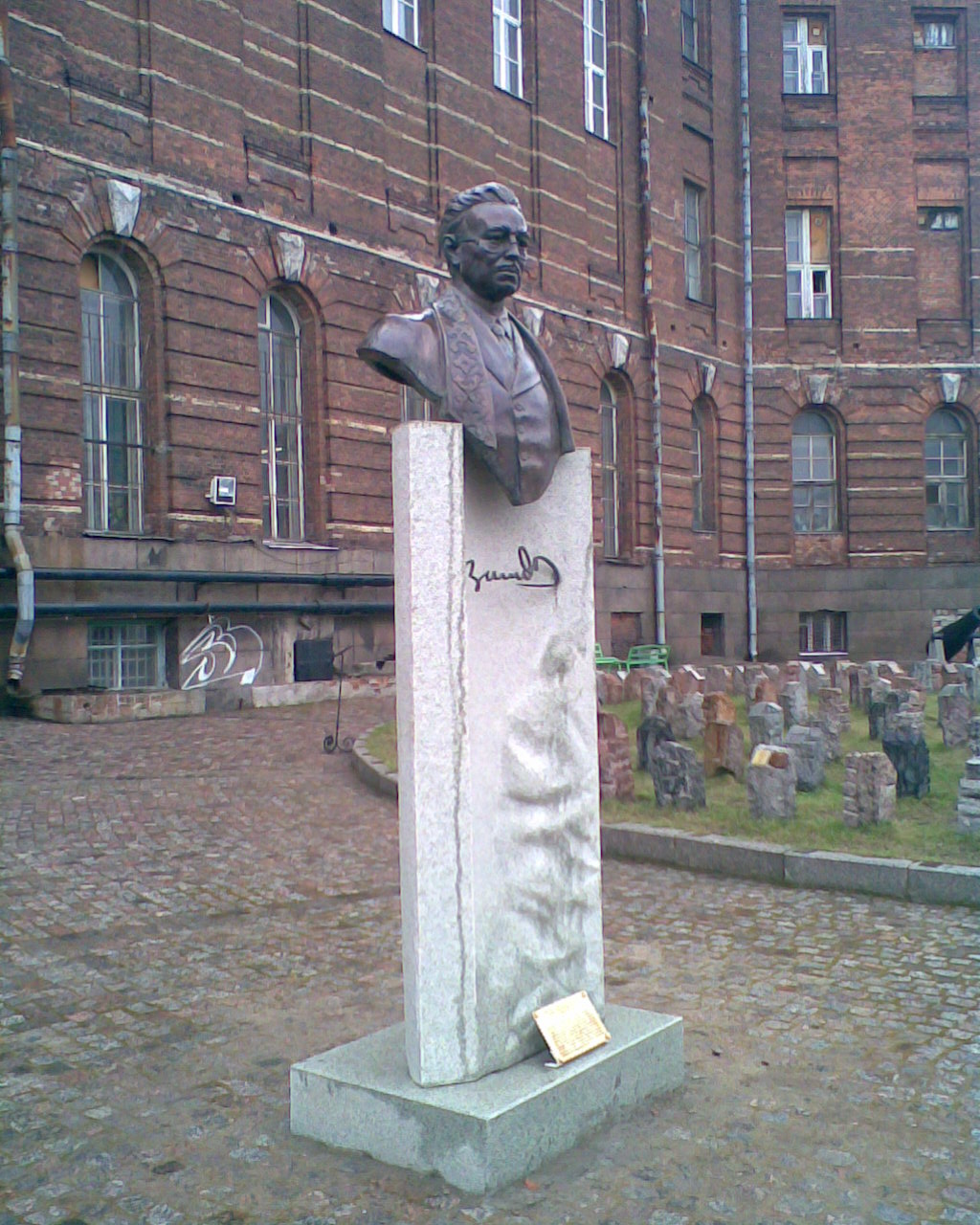
Monumento a Zeki Velidi Togan en el patio de la Universidad Estatal de San Petersburgo.

Desde 1925 Velidi vivió en Turquía y fue nombrado Catedrático de Historia Turca en la Universidad de Estambul en 1927. Sin embargo, sus controvertidas opiniones criticando la Tesis de la historia turca en el Primer Congreso de la Lengua Turca en 1932 lo obligaron a buscar refugio en Viena, donde obtuvo un doctorado en filosofía en la Universidad de Viena en 1935. A continuación, se convirtió en profesor en la Universidad de Bonn (1935-1937) y en la Universidad de Gotinga (1938-1939). Regresó a Turquía nuevamente en 1939 por invitación del Ministro de Educación Nacional y estableció la Cátedra General de Historia de Turquía en la Universidad de Estambul.
El 3 de mayo de 1944 se produjeron protestas en apoyo de Nihal Atsiz, que estaba siendo juzgado y el 9 de mayo fue detenido junto con otros panturquistas como Alparslan Türkeş y Reha Oğuz Türkkan. En marzo de 1945 fue condenado a 10 años de trabajos forzados. Durante el juicio fue acusado de haber sido presidente de Gürem, una organización cuyo objetivo era formar una alianza militar con la Alemania nazi para liberar a los pueblos túrquicos que vivían dentro de la Unión Soviética. En 1947, un nuevo juicio terminó con la liberación de todos los acusados.
En 1953 se convirtió en organizador del Instituto de Estudios Islámicos (en turco: İslam Tetkikleri Enstitüsü) de la Universidad de Estambul. En 1967, recibió un doctorado honorario de la Universidad de Mánchester. Al mismo tiempo, contribuyó a la Enciclopedia de los Pueblos Túrquicos. Sus artículos sobre la cultura, el idioma y la historia de los pueblos turcos se han traducido a muchos idiomas.